# Muzio Clementi
Muzio Clementi, italijanski skladatelj, pianist, dirigent in glasbeni pedagog, * 23. januar 1752, Rim, † 10. marec 1832, Evesham.
Muzio Clementi se je rodil kot prvi izmed sedmih otrok srebrarja Nicolòja Clementija (1720–1789) in Magdalene, rojene Kaiser. Glasbeno nadarjenost je pokazal že v otroštvu, s trinajstimi leti si je zagotovil mesto orglarja v domači cerkvi San Lorenzo in Damaso v Rimu.
Leta 1766 se je za fantov talent začel zanimati bogati anglež Sir Peter Beckford (1740-1811), bratranec ekscentričnega Williama Beckforda. Z očetom se je dogovoril, da odpelje Muzia na svoje posestvo Steepleton Iwerne v Dorsetu (Anglija) in mu nudi glasbeno izobrazbo ter štipendijo. V zameno je pričakoval glasbeno zabavo na graščini. Clementi je pri njem preživel naslednjih 7 let in se posvetil študiju čembala. V tem obdobju je začel komponirati svoje prve skladbe, ki pa so večnima vse izgubljene.
Leta 1770 je Clementi prvič nastopil kot organist. Publika je bila nad mladeničem zelo navdušena, ta dogodek pa je predstavljal začetek ene najbolj uspešnih pianističnih karier v zgodovini glasbe. Leta 1774 je Clementi prekinil svojo zavezo s Petrom Beckfordom in odšel v London, kjer je nadaljeval s številnimi uspešnimi koncerti kot solist čembalist in dirigent. Med letoma 1779 in 1780 je njegova popularnost hitro narasla, delno tudi zaradi notne izdaje dveh Sonat opus 2. Mnogi so ga številni glasbeni kritiki šteli za največjega pianističnega virtuoza na svetu. Leta 1781 se je podal na koncertno turnejo po Evropi, potoval je po Franciji, Nemčiji in Avstriji. Na Dunaju je na pobudo cesarja Jožefa II. sprejel ponudbo za glasbeni dvoboj z Wolfgangom Amadeusom Mozartom (za zabavo cesarja in njegovih gostov). Vsak izvajalec je moral improvizirati in izvajati odlomke svojih glasbenih del. Oba skladatelja-virtuoza sta bila tako dobra, da je bil cesar 24. decembra 1781 na dunajskem dvoru prisiljen razglasiti neodločen izid. Clementi je sicer oboževal Mozarta, ki pa mu naklonjenosti ni vračal. V pismih očetu ga je označil s šarlatanom. Mozart je glavno temo Clementijeve sonate v B-duru uporabil v uverturi k operi Čarobna piščal (1791). To je Clementija tako potrlo, da se je ob vsaki novi notni izdaji sonate prepričal, da je bila v njej opomba, ki je pojasnjevala, da je bila sonata napisana 10 let pred opero.
Leta 1782 je Clementi odšel v Anglijo, kjer je ostal 20 let in deloval kot pianist, dirigent in glasbeni predagog. Njegova najbolj slavna študenta sta bila Johann Baptist Cramer in John Field (ki je kasneje močno vplival na Frédérica Chopina).
Clementi je ustanovil tudi tovarno klavirjev, ki pa jo je leta 1807 uničil požar. Istega leta je Clementi sklenil posel z Ludwigom van Beethovnom (enim njegovih največjih oboževalcev), s katerim je Beethovnu v Angliji odstopil vse izdajateljske pravice pri notnih izdajah. Leta 1810 je Clementi prenehal s koncertiranjem in se posvetil izključno komponiranju in izdelovanju klavirjev. 24. januarja 1813 je s skupino profesionalnih glasbenikov ustanovil »Londonsko filhamonično društvo«, ki se je leta 1912 preimenovalo v Royal Philharmonic Society. Leta 1830 se je preselil na deželo, kjer je preživel svoja zadnja, manj razburljiva leta. Umrl je leta 1832, pokopan pa je v Westminstrski opatiji. Poročen je bil trikrat.